# Gründung der Spanischen Inquisition
Im Jahr 1478 gewährte Papst Sixtus IV. dem kastilischen Königspaar Isabella und Ferdinand das Recht, unabhängig von den Oberen des Dominikanerordens zwei oder drei Inquisitoren in Kastilien zu ernennen. Das war die Grundlage zur Entwicklung der Spanischen Inquisition als kirchliche Einrichtung und als Staatsorgan.

## Vorgängerinstitutionen
Vorgängerin der Spanischen Inquisition war die mittelalterliche Inquisition, die seit dem 13. Jahrhundert durch den Heiligen Stuhl in verschiedenen Ländern eingerichtet worden war. Das Besondere der Inquisitionsprozesse war, dass die Feststellung häretischer Bestrebungen in einer besonderen Art der Durchführung des Gerichtsverfahrens stattfand, eben als Inquisitionsverfahren. Die mittelalterliche Inquisition richtete sich in erster Linie gegen Katharer und Albigenser im Norden Italiens und im Süden Frankreichs. Sie wurde später auf Deutschland und Zentraleuropa ausgeweitet. Auf der Iberischen Halbinsel fanden Prozesse nur in den Reichen der Krone von Aragonien statt. Päpstliche Inquisitionsgerichte wurden bei Bedarf in bestimmten Diözesen eingerichtet. Die Inquisitoren wurden durch den Papst eingesetzt und mit gerichtlichen Vollmachten versehen. Für die verschiedenen Inquisitionsgerichte bestand keine übergeordnete Behörde. Verschiedentlich wurden vom Papst Generalinquisitoren ernannt, die die Verfahren in einer Gegend koordinierten. Nachdem die Inquisitionsgerichte ihre Aufgabe an einem Ort erfüllt hatten, wurden sie aufgelöst und die Inquisitoren häufig in anderen Gegenden eingesetzt.

## Gründe für die Einsetzung der Spanischen Inquisition
Das Klima des Respektes und der Toleranz, das zwischen den Gläubigen der jüdischen, der muslimischen und der christlichen Religionen zu Beginn des Mittelalters in Spanien herrschte, wandelte sich im Verlauf des 14. und des 15. Jahrhunderts immer mehr zu einer Konfrontation. Die Beschlüsse der Kirchenversammlungen, wie die von Zamora im Jahr 1313 und von Valladolid im Jahr 1322, drängten die religiösen Minderheiten der Muslime und Juden an den Rand der Gesellschaft. Im Verlauf des 15. Jahrhunderts führte der verstärkte Druck auf die jüdische Bevölkerung zu immer mehr Konversionen, häufig aus Opportunismus, ohne dass es zu einem wirklichen Wechsel des Glaubens kam. Nicht nur die fehlende Überzeugung, sondern auch die fehlenden Kenntnisse über die Inhalte und die Ausübung der christlichen Religion führten dazu, dass viele als Conversos bezeichnete Konvertiten ihre alten Lebensgewohnheiten und rituellen Handlungen beibehielten. In einigen Städten Kastiliens führte der Verdacht, dass die Conversos heimlich weiter ihrem alten Glauben anhingen dazu, dass nicht nur Juden, sondern auch Conversos, also getaufte Christen die entweder selbst konvertiert waren oder deren Eltern oder Großeltern den jüdischen Glauben abgelegt hatten, benachteiligt wurden. Gegen diese Benachteiligung wie sie z. B. im „Estatuto de Toledo“, einer Verordnung der Stadtverwaltung von Toledo im Jahr 1449, festgeschrieben wurde, erließ Papst Nikolaus V. die Bulle „Humanis generis“ in der er klarstellte, dass alle getauften Christen gleich zu behandeln sind. Kardinal Juan de Torquemada, der Onkel des ersten Generalinquisitors der Spanischen Inquisition Tomás de Torquemada, verteidigte in seinem „Tractatus contra madianitas et ismaelitas“ die Rechte der Conversos.
Bei der Regierungsübernahme in Kastilien durch Königin Isabella und König Ferdinand im Jahr 1474 betrug die Anzahl der Conversos in ganz Spanien etwa 250.000 bis 300.000 Personen. Etwa 1 bis 1,5 % der Gesamtbevölkerung, d. h. 70.000 bis 100.000 Personen waren Juden.
- Ziel der Inquisition sollte es, nach den Schreiben des Königspaares von Kastilien und den Schreiben des Papstes sein, die vom jüdischen Glauben zum Christentum konvertierten Personen, die weiterhin die jüdische Religion praktizieren, zum richtigen Glauben zu führen und zu bestrafen.[7]
- Ein gesellschaftlich bedeutender Grund für die Einführung der Spanischen Inquisition, die sich in erster Linie gegen Conversos richtete, wurde darin gesehen, dass dadurch, dass man „falsche“ Conversos bestrafte, „richtige“ Conversos nicht mehr diskriminiert würden.
- Einige Historiker vermuten, dass unter dem Vorwand religiöser Motive der wahre Grund für die Einrichtung der Spanischen Inquisition wirtschaftliche Motive waren und der Wunsch, sich die Güter der reichen Conversos anzueignen. Die Überprüfung der wirtschaftlichen Verhältnisse der Tribunale ergab, dass ein großer Teil sich nicht selbst finanzieren konnte. Insgesamt gesehen war die Inquisition ein schlechtes Geschäft. Die wirtschaftliche Situation der Tribunale verschlechterte sich erheblich, als in erster Linie gegen Moriscos verhandelt wurde.[8]
- Als ein weiterer Grund wird genannt, dass die Inquisition als Mittel genutzt wurde, um die religiöse Einheit zu erreichen. Diese Erklärung ist unbefriedigend, weil der Inquisition die Gerichtsbarkeit über die Nichtgetauften fehlte, d. h. über Personen mit anderen Religionen.
- Darüber hinaus wird die Inquisition als eine rassistische Einrichtung angesehen, die es ermöglichte, Personen jüdischer Herkunft auch dann noch zu verfolgen, wenn das wegen ihrer Eigenschaft als getaufte Christen aus Gründen der Religionsangehörigkeit nicht mehr möglich war.[9]

## Einführung der Inquisition in Kastilien
Um die Personen, die bewusst vom rechten Glauben abwichen, zurechtzuweisen, beantragte Johann II. von Kastilien bei Papst Nikolaus V. die Einrichtung der Inquisition für sein Herrschaftsgebiet. In einer Bulle vom 20. November 1451 kam der Heilige Stuhl dieser Bitte nach. Diese Bulle wurde allerdings nie veröffentlicht. Heinrich IV. wiederholte die Bitte seines Vaters. In der Bulle „Dum fidei catholicae“ vom 15. März 1462 gestattete Pius II. erneut die Einführung der Inquisition in Kastilien. Die Inquisitoren sollten mit Zustimmung des Königs ernannt werden. Auch diese Bulle wurde nicht veröffentlicht. Nachdem Königin Isabella und König Ferdinand 1474 die Regierung in Kastilien übernommen hatten, ersuchten sie Papst Sixtus IV., ihnen die Genehmigung zur Ernennung von Inquisitoren zu geben, um unabhängig von den örtlichen Einrichtungen der Kirche Inquisitionsprozesse gegen Conversos, die ketzerisches Verhalten zeigten, durchzuführen.
Die Bulle „Exigit sincerae devotionis“ vom 1. November 1478 gilt als Gründungsurkunde der neuen Spanischen Inquisition. In ihr beklagt der Papst das Vorhandensein von falschen Christen in Spanien und gesteht Königin Isabella und König Ferdinand das Recht zu, drei weltliche oder Ordenspriester, die einen Hochschulabschluss in Theologie oder im kanonischen Recht haben sollten, zu Inquisitoren zu ernennen. Den Monarchen wurde auch das Recht zugestanden, diese Inquisitoren zu entlassen oder zu ersetzen.
Es ging hier für den Papst nicht um den Aufbau einer alle Herrschaftsbereiche der Krone von Kastilien und der Krone von Aragonien umfassenden staatlichen Behörde zu genehmigen, sondern darum, an den Orten, an denen ein Bedarf bestand, gegen Personen vorzugehen, die, obwohl sie getaufte Christen waren, weiterhin die jüdische Kultur pflegten, dem jüdischen Glauben anhingen oder gar jüdische Riten vollzogen.
Von dem Recht, Inquisitoren zu ernennen, machten die Katholischen Könige erst im September 1480 Gebrauch, als sie die Dominikaner Miguel de Morillo und Juan de San Martín als Inquisitoren und Juan Ruiz de Medina als deren Berater einsetzten. Diese bildeten in Sevilla das erste Tribunal der Spanischen Inquisition. Das erste Autodafé, die feierliche öffentliche Verkündung der Urteile, fand am 6. Februar 1481 im Kloster San Pablo in Sevilla statt.
Bis zum 4. November 1481 verurteilten die zwei Inquisitoren in Sevilla 298 Personen zum Tod auf dem Scheiterhaufen und 79 Personen zu lebenslanger Haft. Es gab daraufhin eine große Anzahl von Beschwerden bei Königin Isabella und König Ferdinand aber auch bei Papst Sixtus IV. Der Papst kritisierte die Vorgehensweise der Inquisitoren, die offenbar nicht mit dem Kanonischen Recht vereinbar sei. Besonders die reuigen Sünder, die nicht aus Boshaftigkeit, sondern aus Unwissenheit handelten, solle man, nach entsprechender Buße, von ihren Sünden lossprechen. Sixtus IV. änderte die Urteile nicht ab. Er berief im Mai 1483 den Erzbischof von Sevilla Íñigo Manrique de Lara zum Berufungsrichter für alle Entscheidungen der Spanischen Inquisition. Am 11. Februar 1482 ernannte Sixtus IV., vermutlich nach Rücksprache mit Isabella und Ferdinand, weitere Dominikaner als Inquisitoren. In der Bulle wird „Thome de Turrecremata“ (Tomás de Torquemada) als einer von acht neuen Inquisitoren, ohne jede Art von Vorrang, an der siebenten Stelle genannt.
Die Einrichtung neuer Tribunale verlief nicht immer problemlos. Der Erzbischof von Toledo, Alfonso Carillo, verweigerte den Inquisitoren, in seiner Diözese tätig zu werden. Nach seinem Tod im Juli 1482 hatte sein Nachfolger Pedro González de Mendoza keine Einwände. Im Verlauf der folgenden Jahre wurden Tribunale zuerst in Cordoba, Jaén und Toledo, später in weiteren Städten Kastiliens eingerichtet.
Es wird angenommen, dass Papst Sixtus IV. zwischen Mai und September 1483 Tomás de Torquemada zum ersten Generalinquisitor Kastiliens ernannt hat. Das genaue Datum ist nicht bekannt. Es gibt darüber keine Dokumente.

## Einführung der Inquisition in den Herrschaftsgebieten der Krone von Aragonien
Die Bulle vom November 1478, die Königin Isabella und König Ferdinand ermächtigte Inquisitoren in ihren Reichen zu ernennen, konnte sich nur auf die Reiche der Krone von Kastilien beziehen. In den Reichen der Krone von Aragonien herrschte zu dieser Zeit noch Ferdinands Vater, Johann II. von Aragonien. Nach dem Tod seines Vaters im Jahr 1479 übernahm Ferdinand die Herrschaft in diesen Reichen. Er beabsichtigte, auch hier Inquisitoren einzusetzen, wie der Papst das Isabella und ihm in Kastilien zugestanden hatte. In diesem Sinn wandte sich König Ferdinand am 23. Mai 1481 an Papst Sixtus IV. Der wünschte keine Übertragung des Rechtes Inquisitoren für die Reiche der Krone von Aragonien zu ernennen auf den König, da in diesen Ländern seit dem 13. Jahrhundert Inquisitionsgerichte unter der Aufsicht der Bischöfe bestanden, wenngleich diese nicht sehr aktiv tätig waren. Nachdem Ferdinand nach mehr als einem halben Jahr vom Heiligen Stuhl keine offizielle Antwort bekommen hatte, ernannte er im Dezember 1481 Inquisitoren für Aragonien und für Valencia. Er stützte sich dabei auf die Bulle vom 1. November 1478 in der allgemein „Alle Reiche und Herrschaften des Königs Ferdinand und der Königin Isabella“ genannt wurden, ohne sie im Einzelnen zu benennen. Der Papst protestierte am 18. April 1482 gegen eine solche Auslegung seines Schreibens. Es folgten diplomatische Auseinandersetzungen die bis zum 17. Dezember 1483 dauerten. Zu dem Zeitpunkt benannte Sixtus IV. Tomás de Torquemada, der bereits Generalinquisitor in Kastilien war, zum „juez principal inquisidor“ (zum ersten Richter der Inquisition) der Krone von Aragonien. Er beschränkte dies aber auf die auf der Iberischen Halbinsel gelegenen Reiche der Krone von Aragonien: Aragonien, Katalonien und Valencia.
In den Herrschaftsgebieten der Krone von Aragonien regte sich zunächst Widerstand aus der Bevölkerung gegen die staatliche Inquisition, weil diese die „Fueros“, die durch den König bei seiner Herrschaftsübernahme garantierten Sonderrechte, nicht berücksichtigte. Das betraf die Geheimhaltung beim Ablauf der Inquisitionsverfahren, die Möglichkeit der Inquisitionstribunale die Folter anzuwenden, die Konfiskation von Vermögen ohne Berücksichtigung der Erben, das eingeschränkte Recht auf Widerspruch gegen die Entscheidungen der Tribunale und die hoheitliche Tätigkeit von Ausländern (Kastiliern) als Amtsträger in den Reichen der Krone von Aragonien. Im November 1484 brachte die Diputación del General del Reino de Aragón, der ständige Ausschuss der Cortes von Aragonien, diese Gründe vor. König Ferdinand wich nicht vor dem Widerstand der Aragonischen Institutionen zurück. Er bekräftigte, dass die Verteidigung des Glaubens den Vorrang habe und die Ketzerei nicht durch die Fueros geschützt werden dürfe. In einem Brief vom 18. Januar 1485 erklärte König Ferdinand den Vertretern Aragoniens, dass die neuen Ämter durch die Entscheidung des Papstes geschaffen worden seien und in einem solchen Fall die Fueros nicht der Autorität des Papstes entgegenstehen könnten.
Im September 1485 wurde in der Kathedrale Saragossa der Inquisitor Pedro Arbués ermordet. Dieser Mord wurde zur Rechtfertigung der Notwendigkeit einer Bekämpfung der Gegner der Inquisition benutzt. Jeder, der Widerstand gegen die neue Inquisition leistete, wurde auf eine Stufe mit den Mördern gestellt.

## Trennung und erneute Zusammenlegung der Spanischen Inquisition
Ab 1483 wurde ein Großinquisitor für die Herrschaftsbereiche der Krone von Kastilien und die Herrschaftsbereiche der Krone von Aragonien ernannt. Die im Lauf der Zeit entstandene Verwaltungsbehörde der Spanischen Inquisition, der Consejo de la Suprema y General Inquisición, war eine einheitliche Institution in allen Herrschaftsgebieten Königin Isabellas und König Ferdinands. Nach dem Tod der Königin Isabella blieb diese Einheit unter der Regierung der Königin Johanna I. und des Königs Philipp I. erhalten. Nachdem Ferdinand 1506 erneut geheiratet hatte, übernahm er 1507, nach seiner Rückkehr aus Italien, die Regentschaft für seine Tochter Königin Johanna in den Reichen der Krone von Kastilien. Nach dem Rücktritt des Generalinquisitors Diego de Deza schlug er Papst Julius II. den Erzbischof von Toledo, Francisco Jiménez de Cisneros, als Generalinquisitor für die Reiche der Krone von Kastilien und den Bischof von Vich Juan Enguera als Generalinquisitor für die Reiche der Krone von Aragonien vor. Sie waren jeweils nur für einen Herrschaftsbereich verantwortlich und waren Vorsitzende zweier getrennter Institutionen. Diese Trennung der Spanischen Inquisition wurde durch König Karl I. 1518 aufgegeben, als der Generalinquisitor Aragoniens, Adrian von Utrecht, auch zum Generalinquisitor von Kastilien ernannt wurde.

## Organisation der Inquisition als staatliche Behörde
Nach Einsetzung der ersten Inquisitoren in Sevilla 1480 wurden in weiteren Städten neue Tribunale gegründet. Im Jahr 1493 wirkten in den Reichen der Krone von Aragonien und den Reichen der Krone von Kastilien 23 Inquisitionsgerichte die für eine bestimmte Region zuständig waren. Der Großinquisitor hatte die Aufgabe die Einrichtung und die Tätigkeit der Tribunale in materieller und personeller Hinsicht zu organisieren. Um ihn zu unterstützen, schuf der Generalinquisitor Tomás de Torquemada im Auftrag des Königs Ferdinand, zwischen 1483 und 1488, den Consejo de la Suprema y General Inquisición (zu deutsch etwa: Hoher und Allgemeiner Rat der Inquisition), als oberstes staatliches Verwaltungsorgan für alle Angelegenheiten der Inquisition. Die Suprema war, wie die „Consejos“, die für andere Themengebiete im Rahmen der königlichen Regierung in Kastilien zuständig waren, als Kollegialorgan organisiert. Vorsitzender des Consejos de la Suprema y General Inquisición war der vom König vorgeschlagene und vom Papst ernannte Generalinquisitor.